# Paco Tous
Paco Tous és un actor espanyol nascut a Sevilla l'any 1964 i criat a El Puerto de Santa María.
Lligat des dels seus inicis al teatre (lligat inicialment a l'Institut del Teatre de Sevilla), és membre fundador de la companyia Los Ulen, sorgida a finals dels 80. En l'actualitat és una de les companyies andaluses de major prestigi. Figura popular de la televisió a Espanya pel seu paper a la sèrie Los hombres de Paco. El 2008 participà en l'especial de nadal de La familia Mata.

## Filmografia

### Cinema
- Las dos orillas (1987)
- Los invitados (1989)
- Solas (1999)
- Alacranes (2004, curtmetratge)
- 15 días contigo (2005)
- Hombres de paja (2005)
- Alatriste (2006)
- Paseo (2007, curtmetratge)
- En la otra camilla(2008, curtmetratge)
- 23-F, la pel·lícula (2011)
- Fuga de cerebros 2 (2011)
- Somos gente honrada (2013)
- Cuerpo de élite (2016) com inspector
- La puerta abierta (2016) com Paco
- El intercambio (2017)
- Señor, dame paciencia (2017) como Padre Salcedo
- Contratemps (2017)
- El guardián invisible (2017)
- L'ombra de la llei (2018)
- Lo nunca visto (2019)
- Legado en los huesos (2019)

## Televisió
| Any               | Sèrie                | Canal de televisió | Personatge                     | Notes        |
| ----------------- | -------------------- | ------------------ | ------------------------------ | ------------ |
| 2005 - actualitat | Los hombres de Paco  | Antena 3           | Francisco "Paco" Miranda Ramos | 117 episodis |
| 2006              | El comisario         | Telecinco          |                                | 1 episodi    |
| 2008              | Año 400              |                    |                                | 1 episodi    |
| 2008              | Martes de Carnaval   |                    |                                | 1 episodi    |
| 2008              | La familia Mata      | Antena 3           |                                | 1 episodi    |
| 2009              | Saturday Night Live  | Cuatro             | Ell mateix                     | 1 programa   |
| 2012 - 2014       | Con el culo al aire  | Antena 3           | Faustino "Tino" Colmenarejo    | 42 episodis  |
| 2015              | Rabia                | Cuatro             | Mario Montero Alonso           | 5 episodis   |
| 2016              | El hombre de tu vida | TVE                | Pare Francisco                 | 8 episodis   |
| 2016              | Víctor Ros           | TVE                | Marcos Giralda                 | 8 episodis   |
| 2017              | Perdoname, Señor     | Telecinco          | Miguel Medina Varo             | 4 episodis   |
| 2017 - 2020       | La casa de papel     | Antena 3 / Netflix | Agustín Ramos "Moscú"          | 17 episodis  |
| 2018              | La peste             | Movistar+          | El missatger                   | 6 episodis   |
| 2018              | Apaches              | Antena 3           | Alfredo Medina "El Chatarrero" | 12 episodis  |
| 2019              | Allí abajo           | Antena 3           | Epifanio Mata "Epi"            | 10 episodis  |
| 2020 - actualitat | Mentiras             | Antena 3           | Víctor Silva                   |              |
| 2020 - actualitat | Madres. Amor y vida  | Telecinco          | Gonzalo                        |              |

## Nominacions
| Any  | Premi                       | Categoria                              | Títol               | Resultat |
| ---- | --------------------------- | -------------------------------------- | ------------------- | -------- |
| 2007 | Premis de la Unió de Actors | Millor actor protagonista de televisió | Los hombres de Paco | Nominat  |